# 동부바위뛰기펭귄

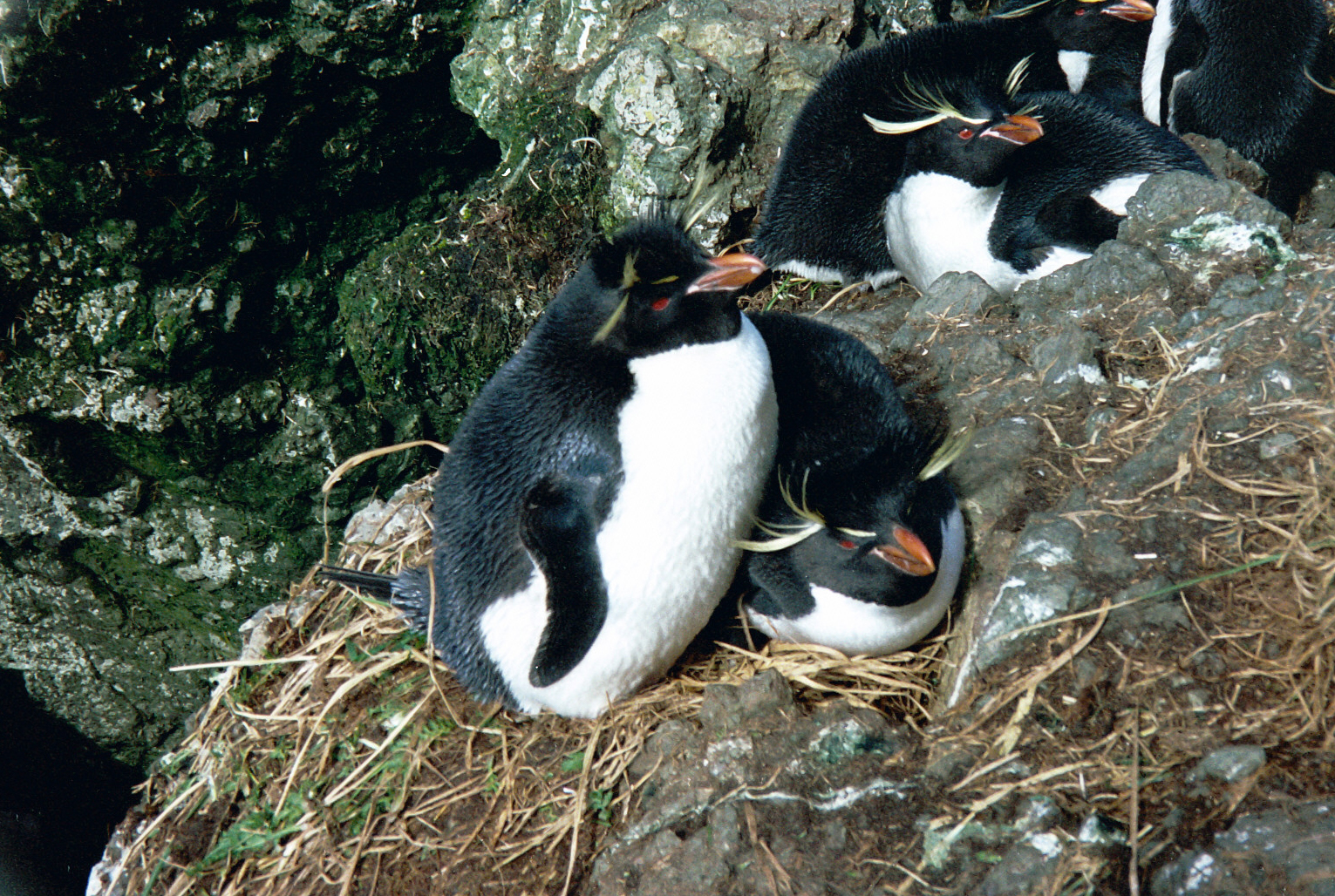
Eudyptes chrysocome filholi

동부바위뛰기펭귄(Eudyptes chrysocome filholi)은 왕관펭귄속의 펭귄 종 또는 아종이다. 남부바위뛰기펭귄의 아종으로 취급되기도 하지만 최근 유전학 연구결과는 다른 남부바위뛰기펭귄인 서부바위뛰기펭귄과 별개의 종임을 보여준다.